# جلیل مختار
جلیل مختار (زاده ۱۳۵۳ در آبادان)، نمایندهٔ حوزهٔ انتخابیهٔ آبادان در دورهٔ دهم، یازدهم و دوازدهم مجلس شورای اسلامی است. وی توانست از مجموع ۹۷٬۵۲۴ رای با کسب ۲۵٬۴۱۲ رای معادل ۲۶٫۰۶٪ درصد کل آرا به عنوان نفر دوم آبادان به مجلس راه پیدا کند. وی در حال حاضر دبیر هیئت اجرایی بین المجالس جمهوری اسلامی ایران، عضو هیئت رئیسه و سخنگوی کمیسیون اجتماعی مجلس شورای اسلامی، ناظر اول مجلس شورای اسلامی در شورای عالی اداری کشور است. وی در گذشته ریاست سازمان بهزیستی آبادان، عضویت دو دوره شورای شهر آبادان و مدرسی دانشگاه را در پرونده خود داشته‌است.

## تحصیلات
در سال ۱۳۷۲ دیپلم متوسطه خود را در دبیرستان رازی آبادان اخذ کردند و در همان سال در رشته کارشناسی علوم اجتماعی گرایش پژوهش و تحقیقات اجتماعی شروع به تحصیل کردن و در سال ۱۳۷۶ تحصیلات کارشناسی را به پایان رساند. در سال ۱۳۸۴ در مقطع کارشناسی ارشد در رشته جامعه‌شناسی شروع به تحصیل کردند و در سال ۱۳۸۶ در مقطع کارشناسی ارشد فارغ تحصیل شدند. ایشان از سال ۱۳۸۵تاکنون به عنوان استاد دروس جامعه‌شناسی در دانشگاه مشغول به تدریس می‌باشند و در سال ۱۳۹۲در مقطع دکترا در رشته جامعه‌شناسی گرایش اقتصاد و توسعه مشغول تکمیل رساله دکترای خود می‌باشند

## میزان آرا در دوره های مختلف
به تفکیک سال: 
| تجربه | سال انتخاب    | دوره    | تعداد رای | رتبه بین منتخبان |
| ----- | ------------- | ------- | --------- | ---------------- |
| اول   | ۷ اسفند ۱۳۹۴  | دهم     | ۲۵٬۴۱۲    | نفر دوم          |
| دوم   | ۲ اسفند ۱۳۹۸  | یازدهم  | ۱۹٬۸۴۲    | نفر سوم          |
| سوم   | ۱۱ اسفند ۱۴۰۲ | دوازدهم | ۲۰٬۵۷۶    | نفر اول          |